# ایر بلژیک
ایر بلژیک (انگلیسی: Air Belgium) شرکت هواپیمایی بلژیکی است، که در سال ۲۰۱۶ تأسیس شد.